# San José del Refugio
San José del Refugio är en ort i Mexiko.   Den ligger i kommunen Valparaíso och delstaten Zacatecas, i den centrala delen av landet, 600 km nordväst om huvudstaden Mexico City. San José del Refugio ligger 2 408 meter över havet och antalet invånare är 207.
Terrängen runt San José del Refugio är huvudsakligen kuperad, men västerut är den bergig. Runt San José del Refugio är det mycket glesbefolkat, med 5 invånare per kvadratkilometer. Närmaste större samhälle är Bancos de Calitique, 10,5 km väster om San José del Refugio. I omgivningarna runt San José del Refugio växer huvudsakligen savannskog.